# Eric Wambach
Eric Wambach (* 27. Mai 1985) ist ein luxemburgischer Eishockeyspieler, der seit 2011 beim IHC Beaufort spielt. Seit 2016 nimmt er mit der Mannschaft an der belgischen National League Division I teil.

## Karriere
Eric Wambach begann seine Karriere bei den Rapids Remich, für die er bereits als 16-Jähriger in der luxemburgischen Liga debütierte. Von 2002 bis 2006 war er bei Hiversport Luxembourg aktiv. Anschließend spielte er bis 2008 beim Rekordmeister Tornado Luxembourg, für den er in der französischen Division 3, der dritthöchsten Spielklasse des Landes auf dem Eis stand. Seit 2011 steht er beim IHC Beaufort unter Vertrag. Dort spielte er zunächst in der Rheinland-Pfalz-Liga, einer regionalen Spielklasse der fünften deutschen Ligastufe. Seit 2016 tritt er mit dem Team in der belgischen National League Division I, der zweithöchsten Spielklasse des Landes, an.

### International
Im Juniorenbereich spielte Wambach für Luxemburg bei der U18-Weltmeisterschaft 2000 in der Europa-Division 2 sowie 2001 bei der Qualifikation zur Division III der U20-Weltmeisterschaft und bei der U20-Weltmeisterschaft 2003 in der Division III selbst.
Mit der Herren-Nationalmannschaft nahm Wambach erstmals an der Weltmeisterschaft 2004 in der Division II teil. Nach dem dort erlittenen Abstieg spielte er 2006, 2008, 2012, 2013, 2014, 2015 und 2017, als den Luxemburgern der Wiederaufstieg in die Division II gelang, in der Division III.

## Erfolge und Auszeichnungen
- 2017 Aufstieg in die Division II, Gruppe B, bei der Weltmeisterschaft der Division III